# Марго Дрешель
Марго Елізабет Дрешель (нім. Margot Elisabeth Dreschel; 17 травня 1908, Нойгерсдорф, Німецька імперія — 1945, Бауцен, радянська зона окупації Німеччини) — наглядачка німецьких концтаборів у роки Другої світової війни, нацистська військова злочинниця.

## Біографія
До вступу в жіночі допоміжні підрозділи СС вона працювала в офісі в Берліні.

### Равенсбрюк
31 січня 1941 року Дрешель прибула в концентраційний табір Равенсбрюк, щоб пройти навчання на посаду охоронниці. Незабаром вона отримала невисоку посаду наглядача і відповідала за інтернованих жінок в таборі. 1941 року вона проходила навчання під керівництвом старшої наглядачки табору Йоганни Лангефельд, і дуже скоро отримала підвищення в посаді.

### Аушвіц-Біркенау
27 квітня 1942 року Дрешель була відібрана для переведення в недавно відкритий концентраційний табір Аушвіц II Біркенау, розташований в окупованій Польщі. Марго розпочала службу в серпні того ж року, коли в табір з Аушвіца перевели жінок під час розширення. Дрешель працювала під керівництвом Марії Мандль, а також була помічником доктора Йозефа Менгеле. Незабаром Дрешель стала главою всіх підрозділів і таборів Аушвіцу. Її зовнішність була неприємною — в'язні називали її вульгарною, худою і потворною, а одна з жінок-ув'язнених говорила, що «її зуби стирчали, навіть коли у неї був закритий рот». Після війни багато вцілілих в'язнів повідомляли про неймовірно звірячі побиття з боку Дрешель. Вона проводила відбори в'язнів в білому халаті і рукавичках. В'язні описували це так: «Місіс Дрешель приходила зі своїм величезним шукачем, роздягала всіх, забирала навіть наші черевики, і нам доводилося годинами стояти зовсім оголеними, ніхто з нас уже не думав про життя, газова камера здавалася неминучою». Крім цього, Марго Дрешель регулярно переїжджала з табору Аушвіц I в Біркенау, де займалася відбором жінок і дітей для відправки їх в газові камери. 1 листопада 1944 року вона прибула в концтабір Флоссенбюрг як інструктор для поповнення рядового складу. У січні 1945 року Дрексель була переведена в підрозділ табору Равенсбрюк в місті Нойштадт-Глева, звідки втекла у квітні після капітуляції Третього рейху.

### Арешт, суд і страта
У травні 1945 року кілька колишніх в'язнів Аушвіца впізнали Дрешель по дорозі з Пірні в Бауцен, в радянській зоні окупації, після чого її передали в радянську військову поліцію. Незабаром Марго була засуджена і засуджена до смертної кари. Вона була повішена в Баутцені в травні або червні 1945 року.